# Hubble-classificatie

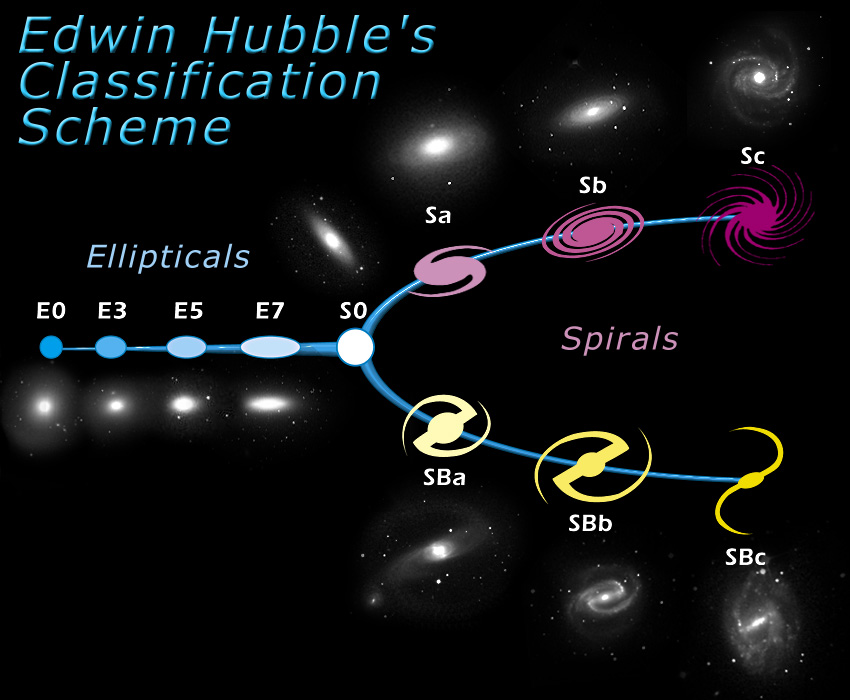
Schematisch overzicht van de hubble-classificatie. Hieraan dankt de reeks zijn bijnaam stemvorkdiagram

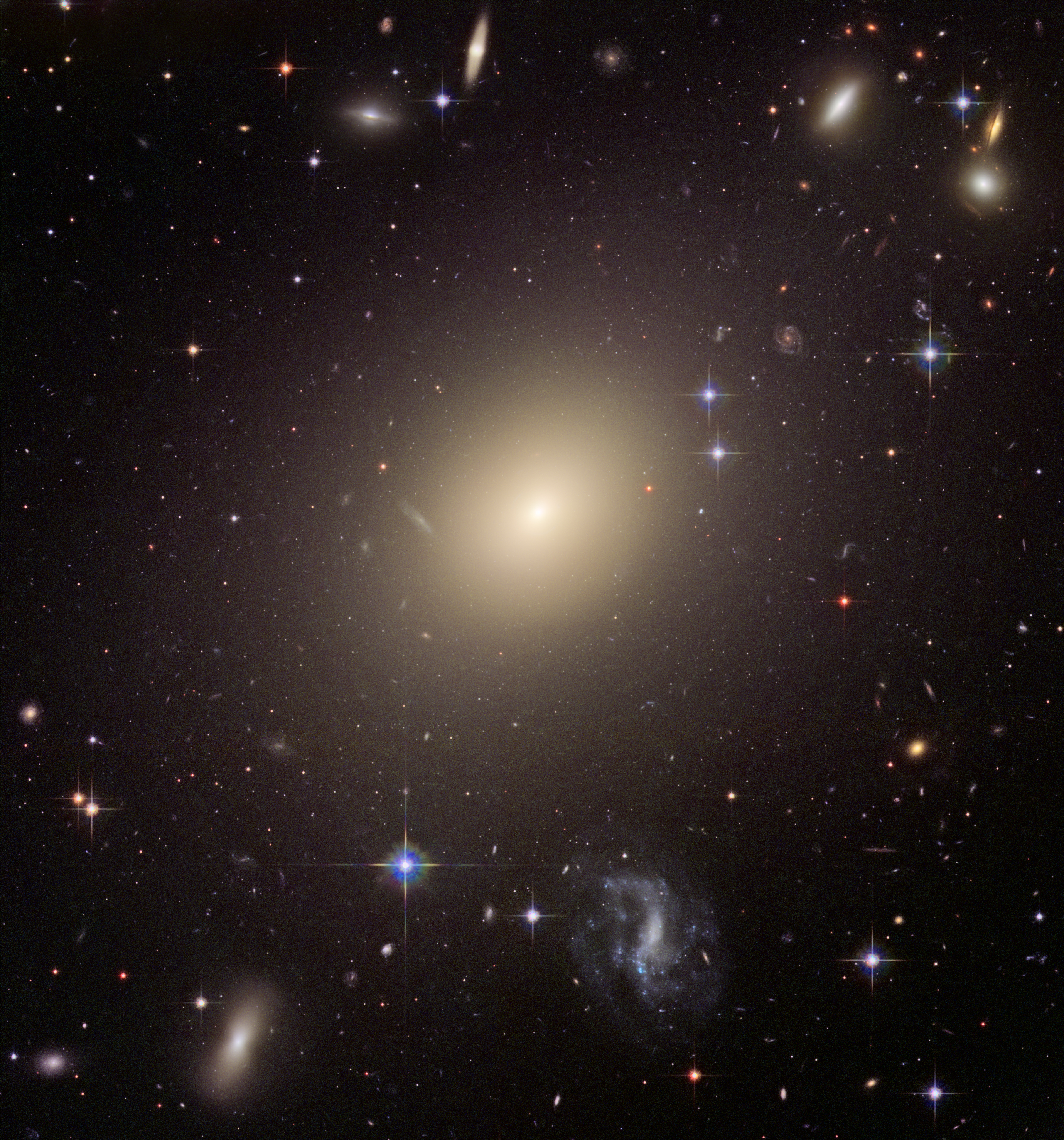
Type E D ~. Het enorme elliptische stelsel ESO 325-G004.

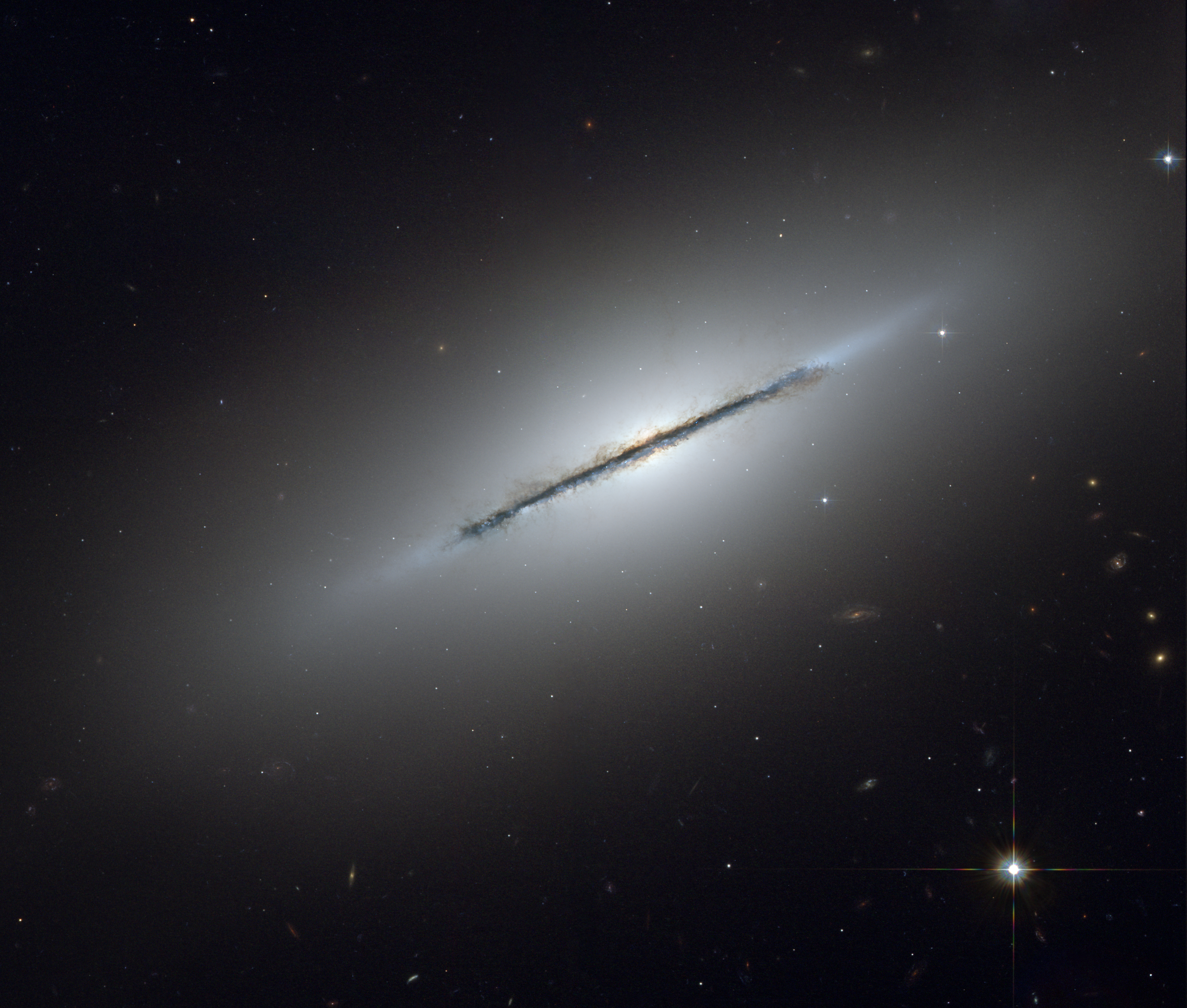
Type S0. Messier 102 (NGC 5866), een lensvormig stelsel met een opvallende stofband in het sterrenbeeld Draak.

De hubble-classificatie of hubble-reeks is een classificatiesysteem voor sterrenstelsels, opgesteld in 1926 door Edwin Hubble. De hubble-classificatie is tot op de dag van vandaag het meest gebruikte systeem om sterrenstelsels te classificeren.
De reeks wordt ook wel stemvorkdiagram genoemd, vanwege de manier waarop de drie categorieën tegenover elkaar worden uitgezet in een schema. Dit diagram werd voor het eerst beschreven door James Jeans in 1928.

## Classificatie
Het systeem deelt sterrenstelsels op basis van hun uiterlijk in bij drie algemene categorieën:
- elliptisch (links, E0-E7)
  - De subgroep 0 - 7 is gedefinieerd als tien maal de afplatting van het stelsel, afgerond naar het dichtstbijzijnde gehele getal.
- lensvormig (midden, S0)
- spiraalvormig en balkspiralen (rechts, Sa-Sc en SBa-SBc)

Binnen deze drie hoofdgroepen vallen meerdere subgroepen, vaak aangeduid met een letter of cijfercombinatie. Sterrenstelsels die niet in een van de drie hoofdgroepen kunnen worden ingedeeld, worden in een vierde categorie geplaatst: onregelmatige sterrenstelsels en overige vormen.

Type Scd: Windmolenstelsel Messier 101/NGC 5457, een spiraalstelsel
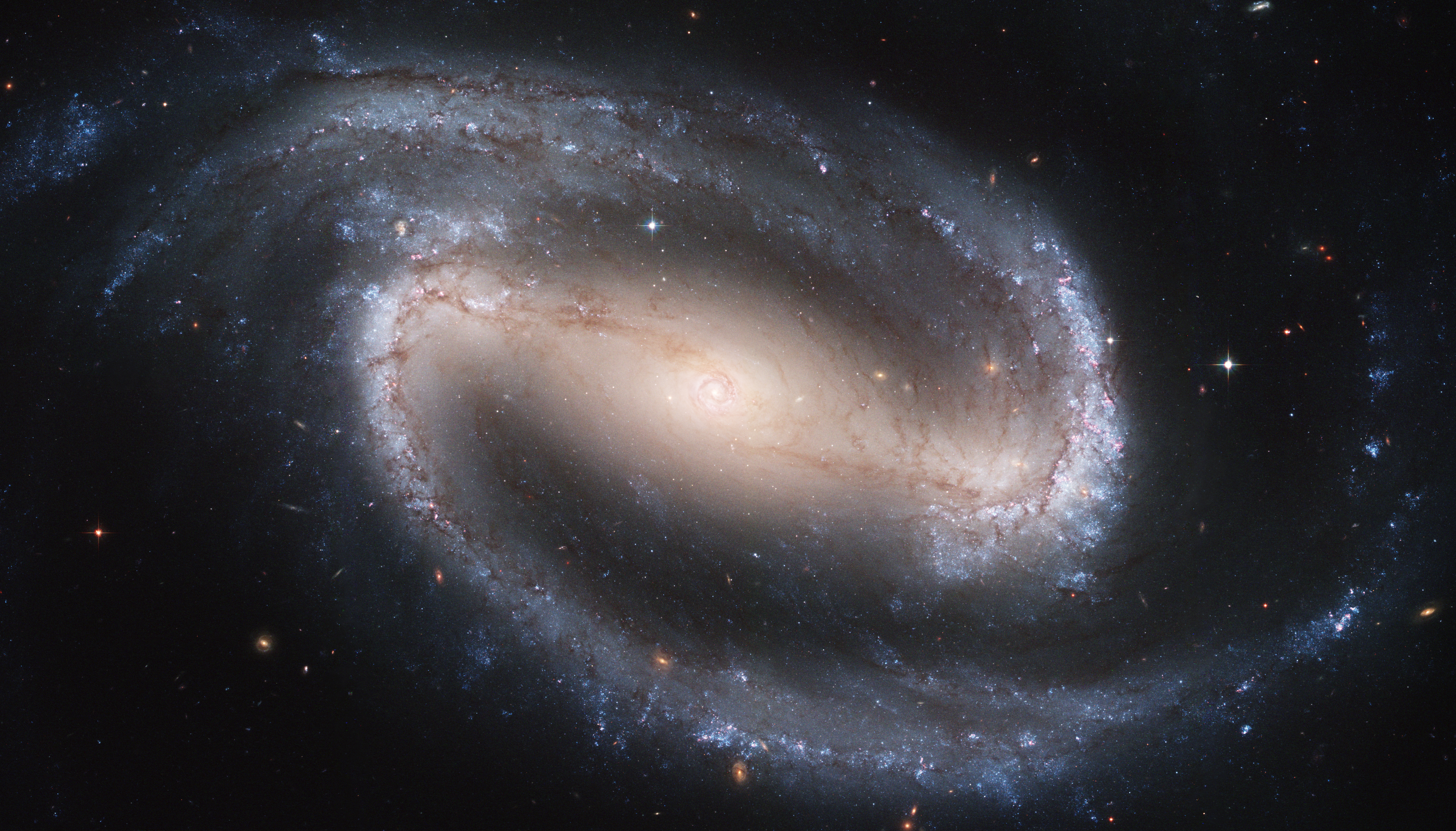
Type SBbc. Balkspiraalstelsel NGC 1300
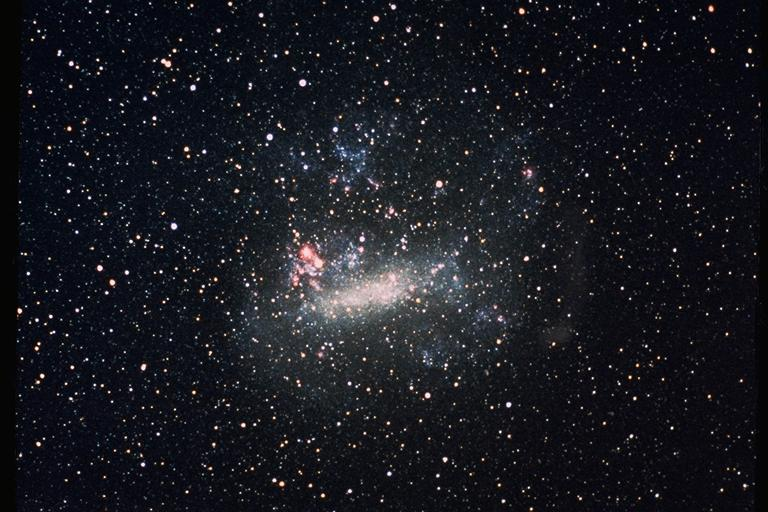
Type dIrr. De Grote Magelhaense Wolk (LMC), een dwerg onregelmatig sterrenstelsel

## Kritiek
Een punt van kritiek op het schema van Hubble is dat verschillende astronomen hetzelfde sterrenstelsel in verschillende categorieën kunnen indelen, omdat ze de vorm net iets anders waarnemen. Beroepsastronomen zijn het doorgaans wel redelijk met elkaar eens, en delen een sterrenstelsel in elk geval in bij dezelfde hoofdgroep.
Een ander punt van kritiek is dat de hubble-reeks gebruikmaakt van tweedimensionale beelden, terwijl deze maar voor een deel van toepassing zijn op de ware vorm van een sterrenstelsel. Een sterrenstelsel kan een heel ander uiterlijk lijken te hebben dan in werkelijkheid het geval is, bijvoorbeeld als het onder een hoek bekeken wordt.

## Voorbeelden
Hier is het systeem van Gérard de Vaucouleurs gebruikt, dat voortbouwt op de Hubble-classificatie.
- De Andromedanevel is SA(s)b, een spiraalstelsel (S), geen balk (A), geen ring (s), type b
- De Melkweg is SBbc, een spiraalstelsel (S) met balk (B), tussen type b en c in
- De Driehoeknevel is SA(s)cd, een spiraalstelsel (S) zonder balk (A) of ring (s), tuseen type c en d in, d: diffuse armen met losse sterhopen en nevels en zwak centrum
- Het Sagittarius elliptisch/sferoïdaal dwergstelsel (SagDEG) is dE, dSph (d = dwarf = dwergstelsel), dus dwerg-elliptisch of dwerg-spheroïdaal (bolvormig)
- De Kleine Magelhaense Wolk is SBm, spiraalstelsel (S) met balk (B) maar onregelmatig (m)